# 賓林県
賓林県（ひんりん-けん）は中華人民共和国広西チワン族自治区南寧専区にかつて存在した県。

## 歴史
1958年、上林県と賓陽県が合併し賓林県が成立した。1959年に再度分割されわずか1年で賓林県は消滅した。
| 前の行政区画 上林県 賓陽県 | 広西チワン族自治区の歴史的地名 1958年 - 1959年 | 次の行政区画 上林県 賓陽県 |